# 阿喀琉斯

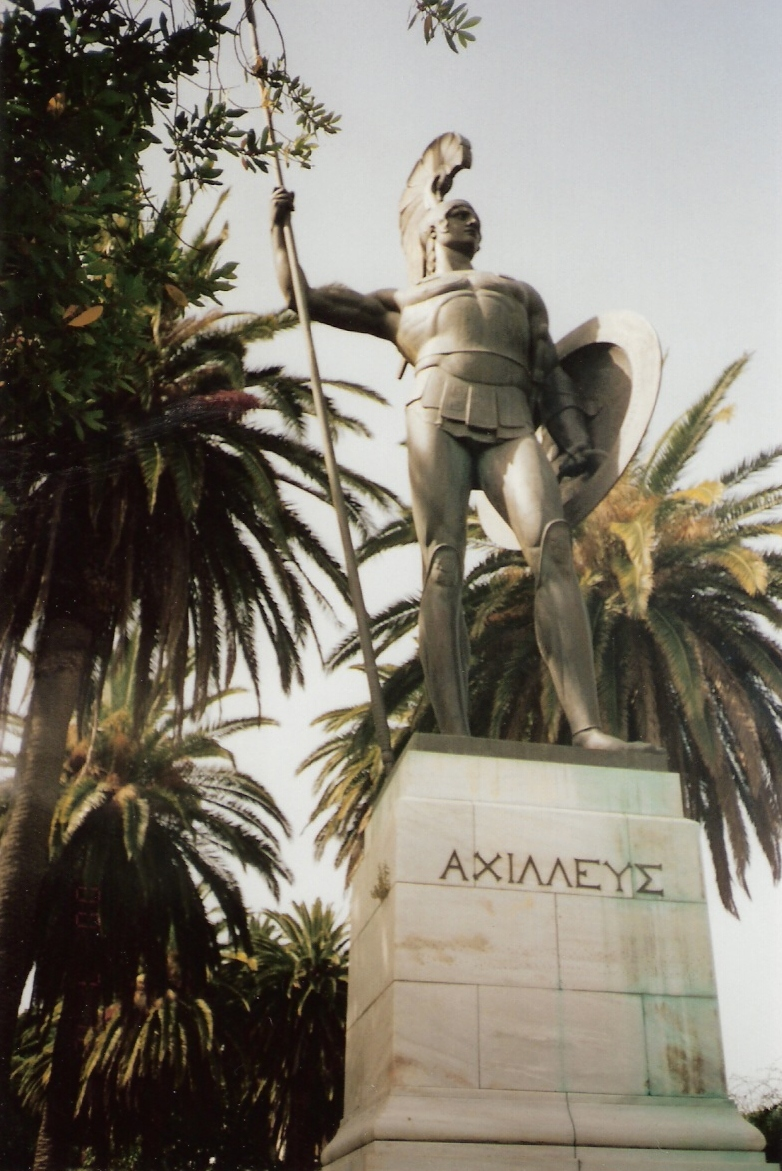
阿喀琉斯雕像，希臘科孚島阿喀琉斯宫

阿基里斯，也常译作阿奇里斯、阿基里斯、阿基琉斯等，是古希腊神话和文学中的英雄人物，参与了特洛伊战争，被称为“希腊第一勇士”。

## 父母
他是色薩利国王佩琉斯与海洋女神忒提斯的儿子，荷马在《伊利亞特》中花了很大的篇幅对之进行描写。他历来以其勇气，俊美和体力著称。他对雅典娜和赫拉非常尊敬。
据埃斯库罗斯的悲剧《被缚的普罗米修斯》以及其他神话记载，泰坦之子普罗米修斯被宙斯绑缚在高加索岩壁上的原因之一，是因为普罗米修斯掌握了一个足以危及宙斯统治的秘密。直到普罗米修斯被赫拉克勒斯所拯救，并与宙斯达成和解后，这个秘密才大白于天下：海中女神忒提斯的儿子必将远远胜过其父。其时宙斯正巧在追求忒提斯，得知预言后便作主将忒提斯许配给人间的英雄佩琉斯。结果生出的子嗣阿基里斯，其实力果然远胜乃父。
在一出生之時其女神母親便將其捉住腳踝放入冥河斯堤克斯裡浸泡，但由於抓住的腳踝没有沾水而使其成為日後的弱點，除去此处之外阿基里斯全身近乎刀槍不入，更是有著超越凡人的戰爭智慧與強大力量，只要他出戰希臘聯軍在他的領導下就戰無不勝。
阿基里斯小时就在人马凱隆那里学到了草药医学与格斗的技艺。
他的父亲在婚礼上得到两匹神马——克桑托斯和巴利俄斯。这两匹神马是西风神仄费罗斯的儿子。克桑托斯告诉阿基里斯他将于特洛伊阵亡，阿基里斯则回答道：「这个我知道。」后来厄里倪厄斯 （即命运女神）使克桑托斯闭了嘴，免得它再泄漏天机。阿基里斯的母亲知道儿子将死于特洛伊，便送他出国。但后來預言家卡爾卡斯對阿伽門農兄弟說只有阿基里斯參加征討才能攻下特洛伊，於是奧德修斯就假扮商人找到了他并带他去了特洛伊。

## 特洛伊戰爭

### 戰爭
据欧里庇得斯的著名悲剧《奥利斯的伊菲革涅亚》描写，特洛伊战争前夕，阿伽门农为了摆脱阿耳忒弥斯所制造的无风天气，必须献祭其亲生女儿伊菲革涅亚。为了将后者从家乡骗到举行献祭的奥利斯，阿伽门农在家信中假称要将伊菲革涅亚许配给阿喀琉斯。伊菲革涅亚来到奥利斯后，虽然得知残酷的事实，却坦然地乐意为了大局而奉献自己。目睹这一幕的阿喀琉斯很受触动，于是当即向伊菲革涅亚正式求婚。此后阿喀琉斯为了维护伊菲革涅亚而遭受士兵围殴，并在祭典举行时将仍忠于他的士兵聚集于祭台之下，准备随时上台抢人。后在伊菲革涅亚的劝说下没有实行。最终，伊菲革涅亚消失在祭台之上，由一頭公鹿取代了她的位置。这件事成为阿喀琉斯传说中的一段情史。

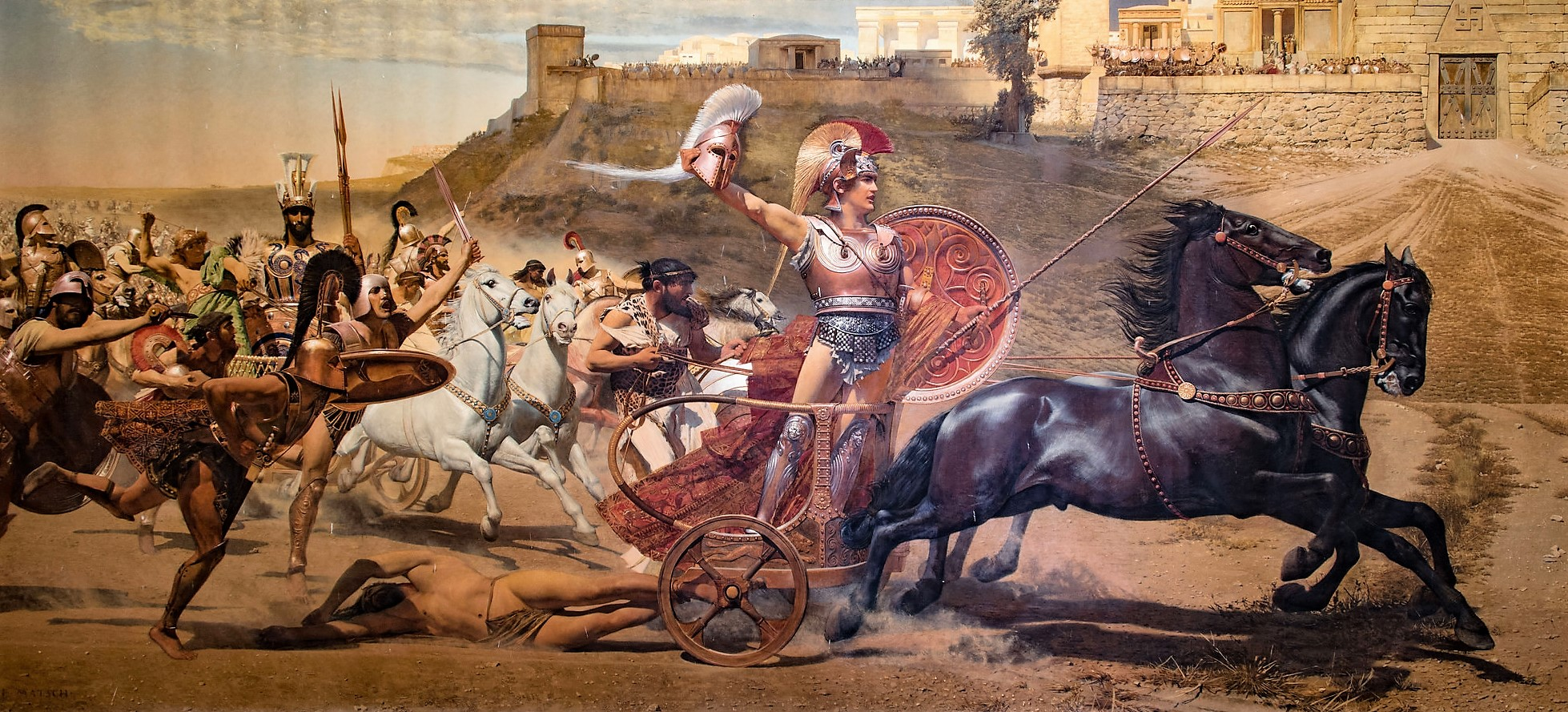
《阿基里斯的凯旋》。Franz Matsch繪。阿喀琉斯宫藏。

關於特洛伊戰爭，《伊利亞特》書中一開始時阿喀琉斯就與阿伽門農發生了爭執，起因是阿伽門農搶奪了阿基里斯所擄回的女奴，阿基里斯憤而離營，從此不參加戰鬥。希臘軍的戰況時好時差，宙斯給予士兵們信心，卻從不打算教他們真正勝利，到後來，希臘聯軍節節敗退，一度被打回岸邊。即使阿伽門農派人請求阿基里斯的原諒，他仍然不為所動。最後阿基里斯的摯友帕特羅克洛斯不忍見己方士兵死傷慘重，穿上阿喀琉斯的鎧甲，假扮成他的模樣出戰，情勢曾一度逆轉，最後他卻被特洛伊主将赫克托耳王子所殺，這才激發了阿喀琉斯的戰意。參戰後他作战勇猛无比，最後赫克托耳也死於阿喀琉斯槍下，赫克托耳的老父普里阿摩斯赎回了儿子的尸体，故事結束於赫克托耳的喪禮。阿喀琉斯和帕特罗克洛斯的关系在《伊利亚特》中体现为极深刻的情谊。
杀死赫克托耳之后，阿喀琉斯还杀死了特洛伊的救兵，亞馬遜族女首领彭忒西勒亚和门農。

### 死亡

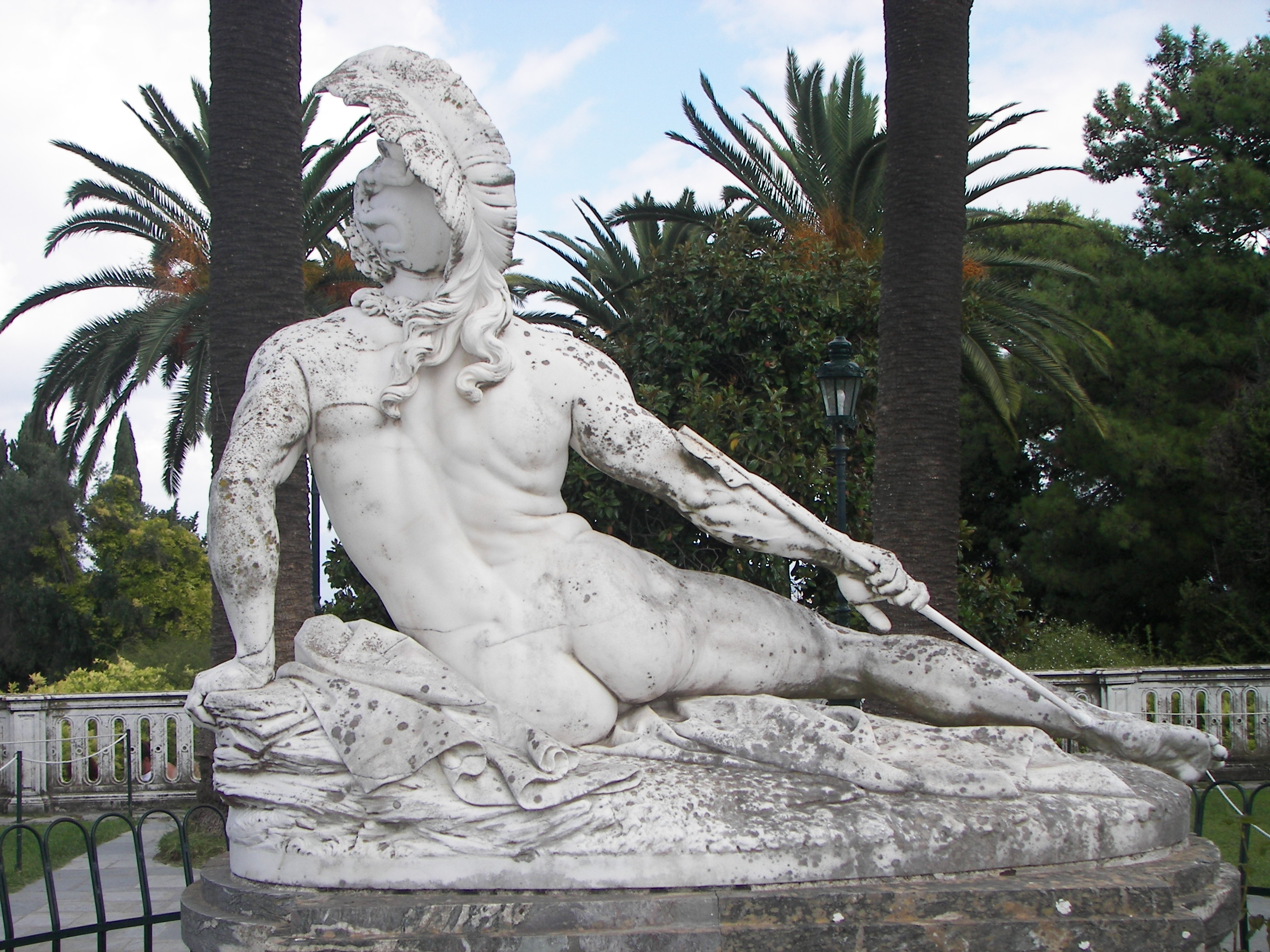
垂死的阿喀琉斯 (背面)。阿喀琉斯宫。

而在其他作品中，阿喀琉斯最後被赫克托耳的弟弟特洛伊王子帕里斯在太阳神阿波罗指点下用箭射中脚踝，希腊人的第一勇士因此而死去。有種說法是他殺了赫克托耳後，虐屍的暴行引起了眾神的不滿，當然也可以說一切皆是命運使然。
传说阿喀琉斯死后，他的盔甲成为希腊英雄争夺的焦点，认为这是继任第一勇者的标志。结果奥德修斯最终凭演说击败勇士大埃阿斯，继承了这套由工匠之神赫淮斯托斯打造的神器。大埃阿斯其後因女神雅典娜的誘導而发狂，最終自尽而死。
他的兒子涅俄普托勒摩斯在阿喀琉斯死後加入特洛伊戰爭，最後在木馬屠城時殺死特洛伊國王普里阿摩斯。
根据史诗《奥德赛》的记载，特洛伊英雄奥德修斯下游到冥界时曾碰到阿喀琉斯的亡灵，当阿喀琉斯认出奥德修斯时，发出“宁愿在人间为奴，也不愿在阴间为王”的感叹。

## 习惯用语相关
阿基里斯率领的军队传说来自于默米东（Myrmidon）王国，骁勇善战，号令严明。在现代的欧洲语言中，Myrmidon一词往往指严格服从命令的人。
解剖學上將人体腳踝位置的肌腱（即阿基里斯被射中的位置）命名為阿基里斯腱。“阿基里斯之踵”（Achilles' heel）指某人或某事物的最大或者唯一弱点，即罩門關鍵所在。
希腊学者芝诺以他的名字提出了所谓“阿基里斯追龟”的芝诺悖论。

## 流行文化

### 绘画
- 《阿喀琉斯的愤怒》

### 电影
特洛伊：木馬屠城

### 動畫
- 《紙箱戰機》 山野阪的LBX「阿基里斯」
- 《紙箱戰機W》 山野阪轉讓給太空宏的LBX「阿基里斯D9」 另外 “探索者”首领－山野淳一郎從TINY ORBIT公司奪走成為自己使用的的LBX，之後成为青島和也使用的LBX「阿基里斯·契約者」
- 戰鬥陀螺 爆裂世代 超Z的主角赤刃艾卡持有的陀螺

### 小说
- 《Fate/Apocrypha》
- 《The Song Of Achilles》
- 《阿基里斯之歌》

### 遊戲
- 《特洛伊無雙》
- 《Fate/Grand Order》

### 引用
1. ↑  罗念生、王煥生译《伊利亚特》(人民文学出版社1994年版)及陈中梅译《伊利亚特》(译林出版社)所用译名。